# Pierre-Albert Chapuisat
Pierre-Albert „Gabet” Chapuisat (Lausanne, 1948. április 5. –) svájci francia labdarúgóhátvéd, edző. Fia a szintén válogatott labdarúgó, Stéphane Chapuisat.
1969-ben mutatkozott be a svájci válogatottban a Románia elleni mérkőzésen.
Edzőként a hazájában tevékenykedett, főleg alsóbb osztályú csapatoknál dolgozott. A Siont a 2006–2007-es szezonban az első osztályban a 3. helyre segítette.